# Liste der Bischöfe von Orvieto
Die folgenden Personen waren Bischöfe von Orvieto (Italien):
- Johannes I. (590)
- Candido (591–595)
- Amanzio ? (743)
- Alipert (826)
- Pietro (853)
- Leone I. (861)
- Heldericus (1015)[1]
- Sigifred (1027)
- Leone II. (1036)
- Teuzone (1054–1059)
- Guglielmo (1103–1131)
- Antonio (1137 oder 1139)
- Ildebrando (1140–1154)
- Gualfredo (1155)
- Guiscardo (1157)
- Milone (1159)
- Rustico (1168–1175)
- Riccardo (1177–1201)
- Matteo (1201–1210)
- Giovanni IV. (1212)
- Capitaneo (1215–?)
- Ranieri (1228–1249)
- Costantino Medici OP (circa 1250–1257)
- Giacomo Maltraga (1258–1269)
- Aldobrandino Cavalcanti OP (1272–1279)
- Francesco Monaldeschi (1279 oder 1280–1294)
- Leonardo Mancini (1295–1302 ?) (dann Bischof von Siponto)
- Guido Farnese (1302–1328)
- Beltramo Monaldeschi OP (1328–1345)
- Raimondo (1344–1348)
- Ponzio Perotti (1348–1362 ?)
- Giovanni V. (1362–1364)
- Pietro Bohier OSB (1364–1370)
  - Giovanni Piacentini (1373–1375) (dann Bischof von Castello) (Apostolischer Administrator)
- Nicolò Merciari (1378–1398) (dann Bischof von Cagli)
- Pietro ? (1398–1398)
- Mattia degli Avveduti OFM (1398–1409)
  - Corrado Kardinal Caracciolo (1409–1411) (Apostolischer Administrator)
- Monaldo Monaldeschi (1411–1418) (Apostolischer Administrator)
- Francesco Monaldeschi (1418–1443) (dann Bischof von Teramo)
- Giacomo Benedetti (1443–1454) (dann Bischof von Atri-Penne)
- Giovanni Castiglioni (1454–1456)
- Antonio Cobateri (1456–1457)
- Marco Marinone OSA (1457–1473)
- Giovanni (1473–?)
- Giorgio Della Rovere (1476–1505)
- Ercole Baglioni (1511–1518)
  - Niccolò Kardinal Ridolfi (1520–1529) (Apostolischer Administrator)
- Vincenzo Durante (1529–1545)
- Niccolò Ridolfi il Giovane (1548–1554)
- Girolamo Kardinal Simoncelli (1554–1562)
- Sebastiano Vanzi (1562–1570)
- Girolamo Kardinal Simoncelli (1570–1605) (Apostolischer Administrator)
- Giacomo Kardinal Sannesio (1605–1621)
- Pier Paolo Kardinal Crescenzi (1621–1644)
- Faustus Kardinal Poli (1644–1653)
- Giuseppe della Corgna OP (1656–1676)
- Bernardino Kardinal Rocci (1676–1680)
- Savio Kardinal Mellini (Millini) (1681–1694) (dann Bischof von Nepi und Sutri)
- Giuseppe Camuzzi (1695–1695)
- Vincenzo degli Atti (1696–1715)
- Ferdinando Kardinal Nuzzi (1716–1717)
  - Michele Teroni (1718–1721) (Apostolischer Administrator)
- Onofrio Elisei (1722–1733)
- Giuseppe dei Conti di Marsciano (1734–1754)
- Giacinto Silvestri (1754–1762)
- Antonio Ripanti (1762–1780)
- Paolo Francesco Kardinal Antamori (1780–1795)
- Cesare Kardinal Brancadoro (1800–1803) (dann Erzbischof von Fermo)
- Giovanni Battista Lambruschini (1807–1825)
- Antonio Domenico Kardinal Gamberini (1825–1833)
- Antonio Francesco Kardinal Orioli (1833–1841)
- Giuseppe Maria Vespignani (1842–1865)
- Marino Marini (1865–1871)
- Antonio Briganti (1871–1882)
- Eusebio Magner OFMCap (1883–1884)
- Giuseppe Ingami (1884–1889)
- Domenico Bucchi-Accica (1889–1905)
- Salvatore Fratocchi (1905–1941)
- Francesco Pieri (1941–1961)
- Virginio Dondeo (1961–1974)
- Decio Lucio Grandoni (1974–2003)
- Giovanni Scanavino OSA (2003–2011)
- Benedetto Tuzia (2012–2020)
- Gualtiero Sigismondi (seit 2020)